# 야로스와프 고빈
야로스와프 고빈(폴란드어: Jarosław Gowin, 1961년 12월 4일 ~ )은 폴란드의 정치인이다.

## 생애
고빈은 1961년에 태어났다. 야기엘러니안 대학교에서 공부했다. 2001년에는 "자유의 시대의 교회 1989–1999"라는 제목의 논문으로 PAN에서 박사 학위를 받았다.
- 6기 상원 의원 (2005–2007), 6, 7, 8, 9 기 (2007년부터) 폴란드 하원 의원.
- 법무부 장관 (2011 ~ 2013) & 과학 고등 교육 부장관 (2015 ~ 2020)
- 장관 협의회 부회장 (2015 ~ 2020, 2020 ~)
- 개발 노동 부장관 (2020 ~ 2021).[2]

## 같이 보기
- 폴란드 하원
- 동맹당
- 마테우시 모라비에츠키

## 역대 선거 결과
| 선거명      | 직책명                         | 대수 | 정당          | 득표율 | 득표수    | 결과         | 당락                   |
| ----------- | ------------------------------ | ---- | ------------- | ------ | --------- | ------------ | ---------------------- |
| 2005년 선거 | 상원의원 (크라쿠프 제12부)     | 6대  | 시민 연단     | 25.47% | 157,083표 | 4위          | 크라쿠프 상원의원 당선 |
| 2007년 선거 | 하원의원 (크라쿠프 제13선거구) | 6대  | 시민 연단     | 28.58% | 160,465표 | 비례대표 1번 | 크라쿠프 하원의원 당선 |
| 2011년 선거 | 하원의원 (크라쿠프 제13선거구) | 7대  | 시민 연단     | 12.35% | 62,570표  | 비례대표 1번 | 크라쿠프 하원의원 당선 |
| 2014년 선거 | 유럽의원 (마워폴스카주 선거구) | 8대  | 폴란드 투게더 | 4.45%  | 40,699표  | 비례대표 1번 | 낙선                   |
| 2015년 선거 | 하원의원 (크라쿠프 제13선거구) | 8대  | 법과 정의     | 8.02%  | 43,539표  | 비례대표 2번 | 크라쿠프 하원의원 당선 |
| 2019년 선거 | 하원의원 (크라쿠프 제13선거구) | 9대  | 법과 정의     | 2.43%  | 15,802표  | 비례대표 3번 | 크라쿠프 하원의원 당선 |